# أفينير سنتر
أفينير سنتر (بالفرنسية: Centre Avenir) هي ساحة داخلية في مونكتون، نيو برونزويك. تم افتتاحه في سبتمبر 2018.